# Denis Omerbegović
Denis Omerbegović (* 11. März 1986 in Zvornik, SFR Jugoslawien) ist ein deutsch-bosnischer ehemaliger Fußballspieler. Er konnte sowohl als Mittelstürmer als auch als offensiver Außenspieler eingesetzt werden.

## Karriere
Omerbegović durchlief die Jugendabteilung des damaligen LR Ahlen, heute Rot Weiss Ahlen. Bemerkenswert sind hierbei seine über 100 Tore in der A-Jugend-Bundesliga, was ihn dreimal in Folge zum Torschützenkönig dieser Liga machte. Als 18-jähriger A-Junior feierte er folglich bereits im März 2004 im Spiel der Zweiten Bundesliga zwischen RW Ahlen und Erzgebirge Aue sein Profi-Debüt, als er in der 74. Minute für Petar Đenić eingewechselt wurde.
Während er im weiteren Verlauf der Saison 2003/04 keine Rolle mehr spielte, kam er in der darauf folgenden Spielzeit zu zehn Einsätzen, wovon er jedoch nur bei einer Begegnung von Beginn an auf dem Feld stand, die restlichen Spiele erlebte er allesamt als Einwechselspieler. Auch in der Saison 2005/06 änderte sich an diesem Status nichts, wieder standen am Saisonende zehn absolvierte Partien für ihn zu Buche. Zu diesem Zeitpunkt war darüber hinaus der Abstieg des LR Ahlen in die damals drittklassige Regionalliga Nord besiegelt. Als Omerbegović auch in der neuen Liga seine Einsatzzeiten nicht erhöhen konnte und schließlich sogar in die zweite Mannschaft abgeschoben wurde, wechselte er in der Winterpause der Saison 2006/07 zum Ligakonkurrenten Borussia Dortmund II, wo er einen Vertrag bis Juni 2009 unterzeichnete.
Schon in seinem dritten Einsatz für den neuen Verein gelang es dem Stürmer, sein erstes Tor im Seniorenbereich zu erzielen, dem er in der restlichen Halbserie sechs weitere folgen ließ. Er trug damit einen maßgeblichen Teil dazu bei, dass die zur Winterpause noch stark abstiegsbedrohte Mannschaft den Klassenerhalt schaffte. Seine erste komplette Spielzeit im Dienst der Schwarz-Gelben, 2007/08, verlief durchwachsen und war von einem ständigen Pendeln zwischen Ersatzbank und Startelf geprägt. In 25 Einsätzen gelangen dem Deutsch-Bosnier zwei Tore. Nachdem Omerbegović auch in der Spielzeit 2008/09 in der neu geschaffenen viertklassigen Regionalliga West bei seinen 17 Einsätzen nur drei Tore gelungen waren und er den Sprung in die Stammelf verpasst hatte, verließ er die zweite Mannschaft des BVB nach Ablauf seines Vertrages im Sommer 2009 und wechselte innerhalb der Regionalliga West zur SV Elversberg.
Obgleich Omerbegović auch hier nur wenige Spiele über die volle Distanz bestritt – 14 Einwechslungen stehen 15 Auswechslungen gegenüber – gelangen ihm in 33 Einsätzen schließlich doch acht Tore, was ihn zum Top-Torjäger der SV Elversberg in der Saison 2009/10 machte. Zu Beginn der Spielzeit 2010/11 erlebte er den überraschenden Sieg nach Elfmeterschießen im DFB-Pokal über Bundesligist Hannover 96 als Teil der Startelf.
Im Januar 2011 wurde sein Vertrag in Elversberg in beiderseitigem Einvernehmen aufgelöst; Omerbegović wechselte mit sofortiger Wirkung zum Zweitligisten Karlsruher SC, wo er jedoch nach nur zwei Zweitligaeinwechslungen über die Saison nicht weiter beim KSC verpflichtet wurde. Daraufhin wechselte er im Sommer zum rumänischen Erstligaaufsteiger Ceahlăul Piatra Neamț. Dort wurde sein Vertrag nach einem halben Jahr und sieben Einsätzen aufgelöst.
Im März 2012 unterschrieb er beim moldawischen Erstligisten CSCA-Rapid Chișinău. Er kam zu elf Einsätzen und erzielte zwei Tore.
Im Sommer 2012 entschied sich Omerbegović wieder nach Deutschland zurückzukehren. Ende August 2012 wechselte er zum Westfalenligisten ASC 09 Dortmund, für den er in 17 Spielen neun Tore erzielte. Sein Trainer Jörg Silberbach nahm ihn im Sommer 2013 mit zum Oberligisten Westfalia Herne. Dort zog er sich allerdings gleich am ersten Spieltag eine Knieverletzung zu und kam in der Hinrunde nicht mehr zum Einsatz. In der Winterpause 2013/14 entschied er sich für einen Wechsel zum Westfalenligisten DSC Wanne-Eickel. Im Sommer 2014 schloss er sich dem Dortmunder Kreisligisten TuS Bövinghausen an. 2015 wechselte er in die Schweiz zu AS Calcio Kreuzlingen. Im Januar 2017 ging er zum FC Weinfelden-Bürglen, zehn Monate später zum FC St. Otmar aus St. Gallen. Anfang 2018 wurde er dort zum Spielertrainer befördert. Knapp ein Jahr später war das Engagement dort beendet und Omerbegović beendete seine Laufbahn.